# Apodemia mejicanus
Apodemia mejicanus is een vlindersoort uit de familie van de prachtvlinders (Riodinidae), onderfamilie Riodininae.
Apodemia mejicanus werd in 1865 beschreven door Behr.